# Prinzregentenstraße

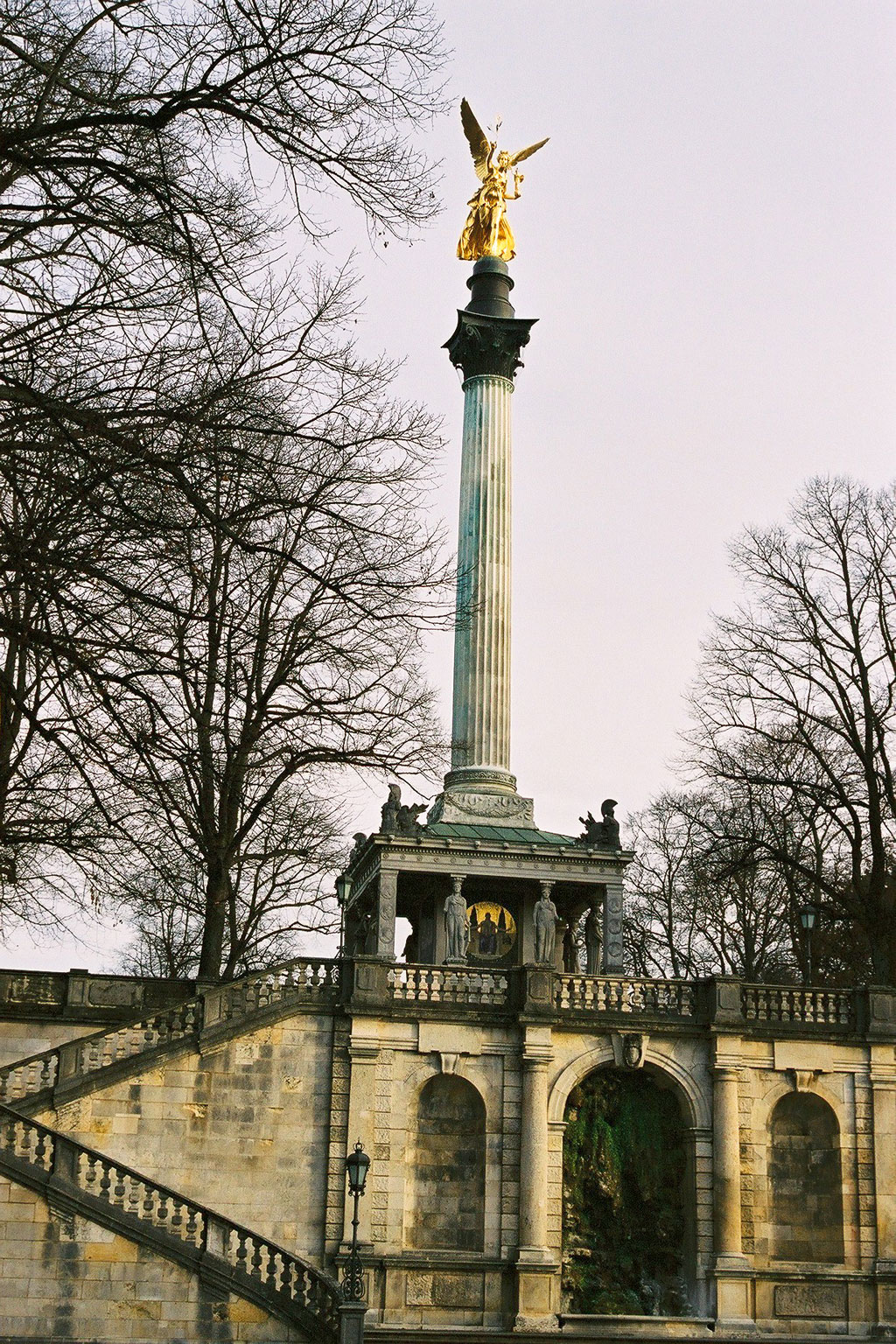
L'ange de la paix

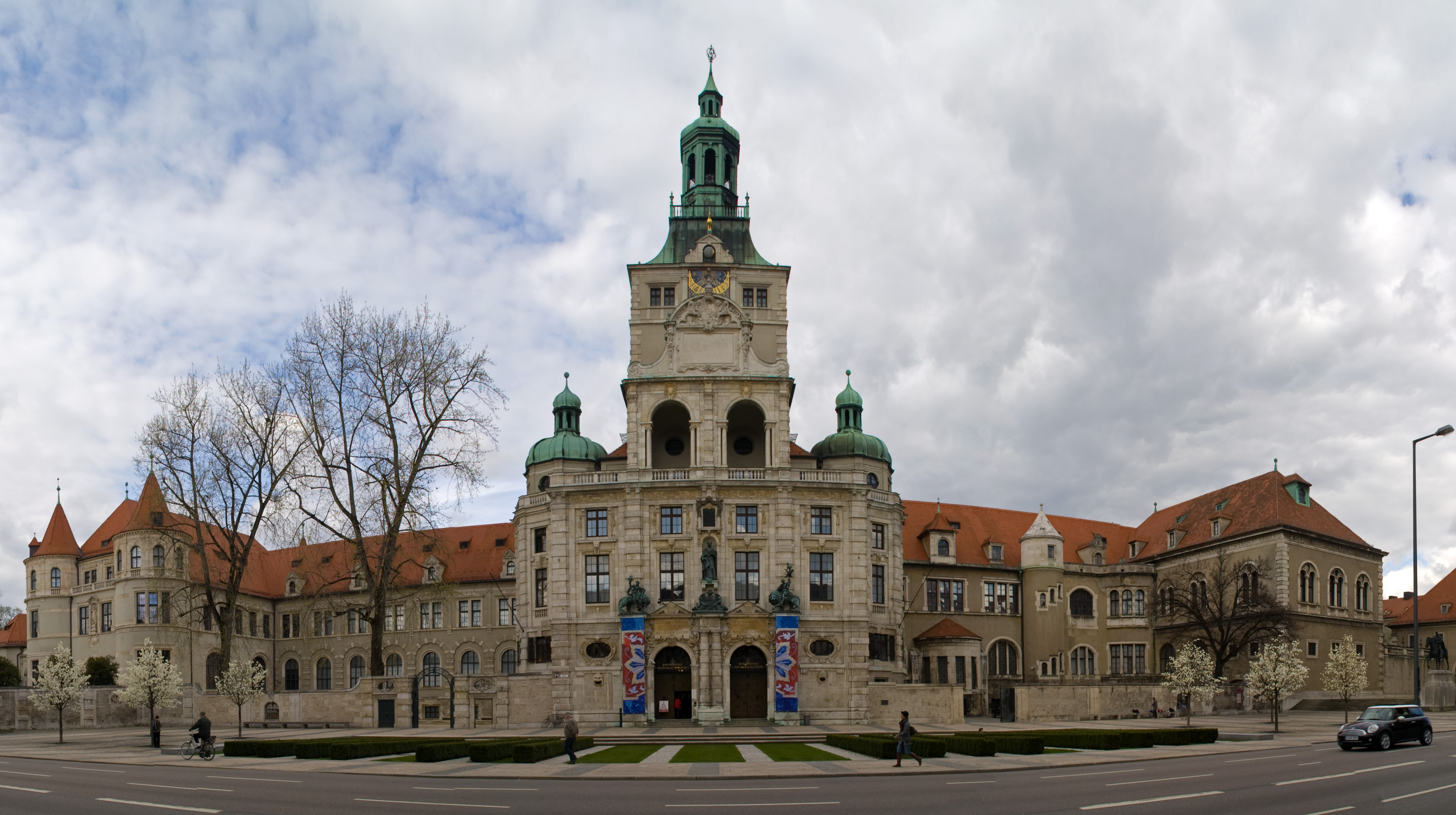
Musée National Bavarois sur Prinzregentenstraße

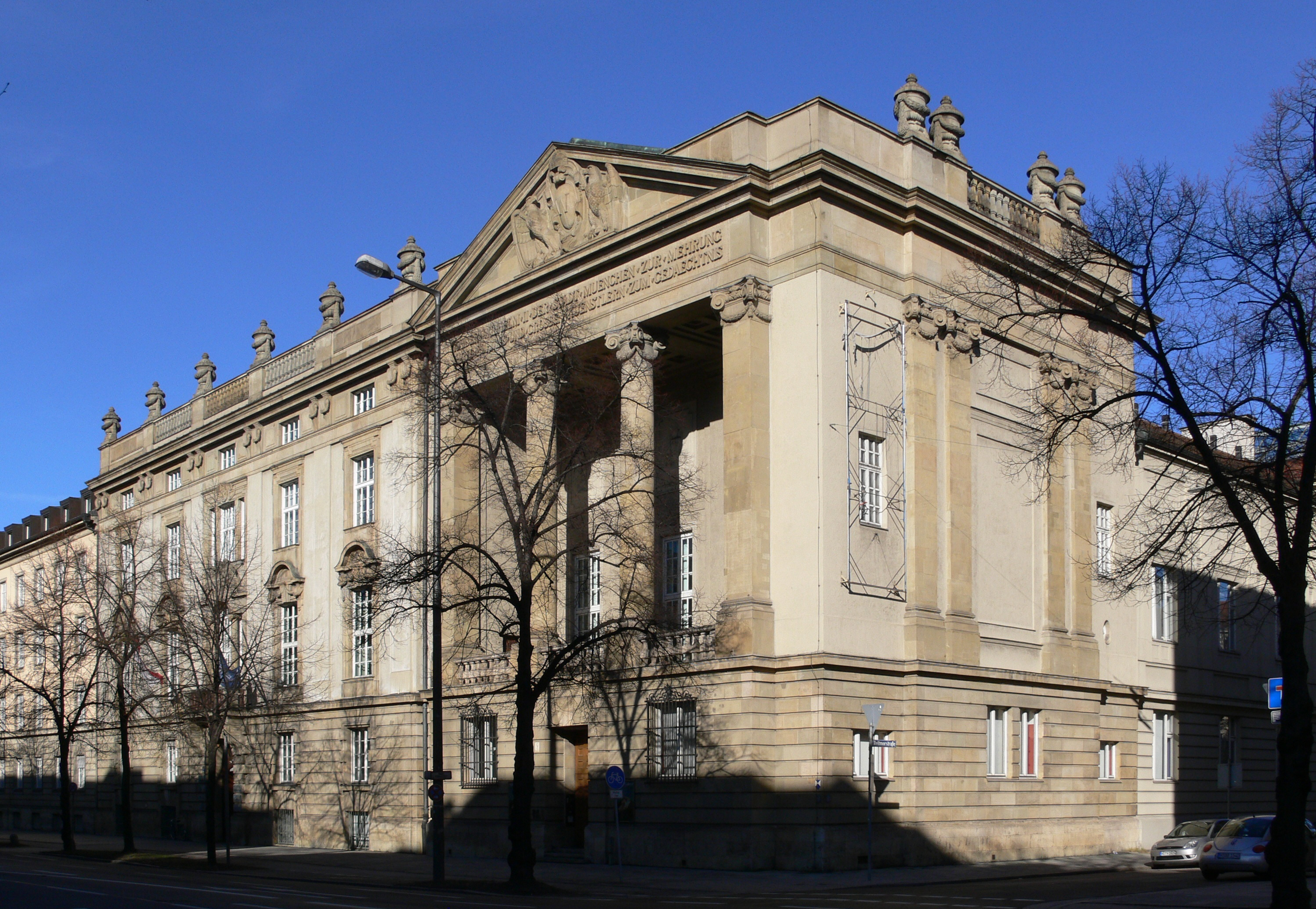
La Galerie Schack contient d'importantes œuvres d'art

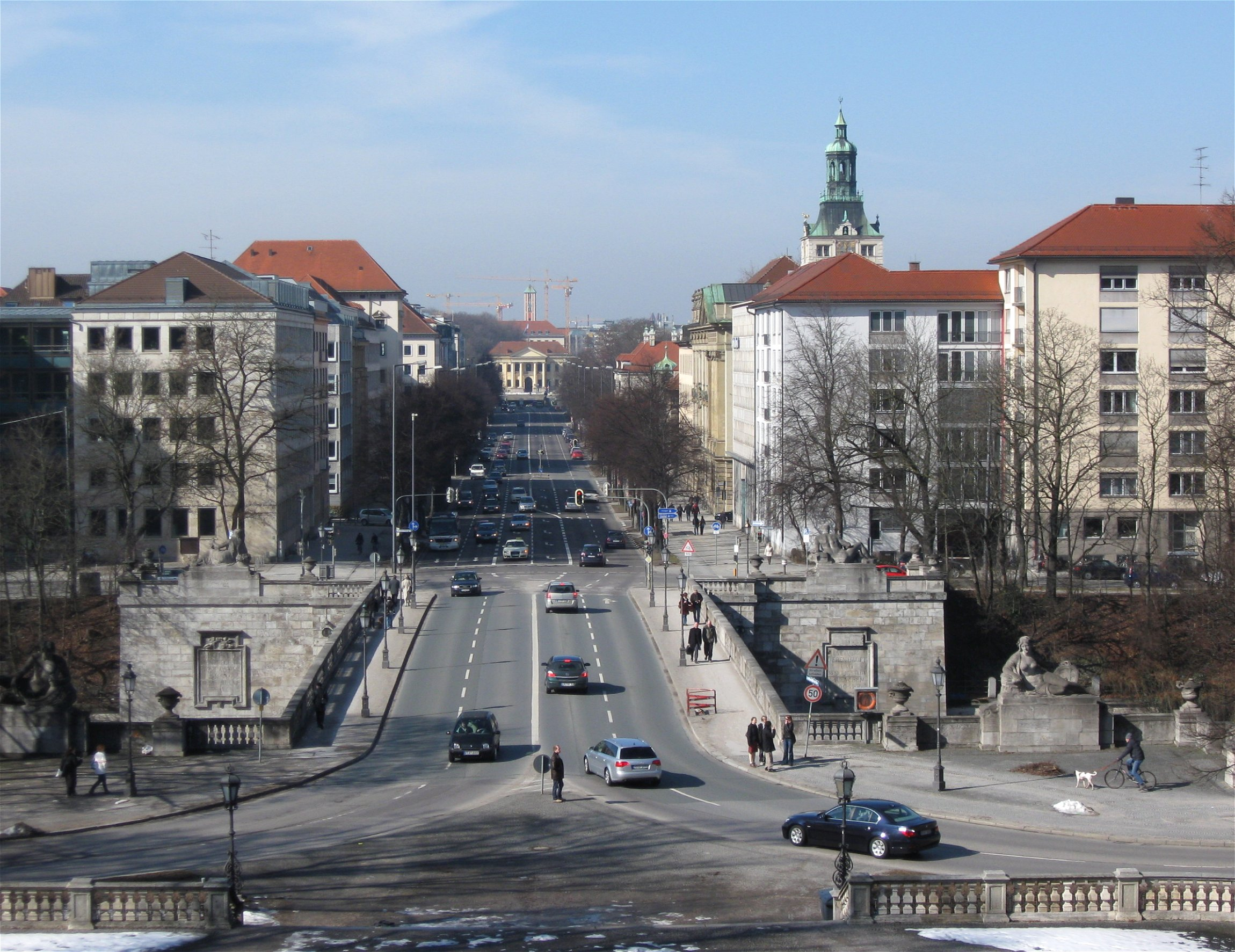
Vue vers l'ouest

La Prinzregentenstraße ou Rue du Prince Régent est l'une des quatre avenues royales de Munich en Allemagne.

## Situation et accès
C'est l'une des quatre avenues principales du centre de Munich, avec la Brienner Straße, la Ludwigstraße et la Maximilianstraße.
Elle se situe entre la Brienner Straße, la Ludwigstraße et la Maximilianstraße. Elle fait partie des quatre avenues principales du centre de Munich. Elle se divise en trois parties, et débute au palais Prinz-Carl et au Jardin Anglais.
La première partie va du Luitpoldbrücke à l'Ange de la paix à l'est de l'Isar.
La deuxième part de l'Ange de la Paix / Place de l'Europe à la Place du Prince Regent.
La troisième de la Place du Prince Régent, croise la rue Richard Strauss et aboutit à Vogelweideplatz.

## Origine du nom
Elle tire son nom du Prince Régent Luitpold de Bavière (1821–1912).

## Historique
Créée en 1891, elle est protégée comme patrimoine architectural national.
Les plans pour bâtir un boulevard à l'est de l'Isar remontent à 1852. Le Prince Regent Luitpold en 1890 en a ordonné la construction, qui a débuté en 1891. En contraste avec la Leopoldstraße, l'avenue principale de son père, Louis Ier, et la Maximilianstraße, l'avenue de son frère Maximilien II, celle-ci n'a pas été prévue comme un centre administratif reflétant les idéaux de la bourgeoisie, mais comme une expression de la bonne relation entre la citoyenneté, spécialement la classe moyenne éduquée, et la maison de Wittelsbach. En même temps, elle démontrait la prospérité de la ville dans les années 1900.
Adolf Hitler a eu sa résidence munichoise au numéro 16.

## Bâtiments remarquables et lieux de mémoire
- Haus der Kunst (Haus der Deutschen Kunst, n°1) (Paul Ludwig Troost, 1933-1937)
- Bayerisches Nationalmuseum (n° 3) (Gabriel von Seidl, 1894-1900)
- Centre culturel polonais (n°7) dans l'ancienne Chancellerie de Bavière.
- Schackgalerie (Preußische Gesandtschaft, n° 9) (Max Littmann, 1907-1909)
- Villa Stuck (Franz von Stuck)
- Prinzregenten-Theater (Max Littmann, 1900/01)
- Bayerisches Staatsministerium für Wirtschaft, Infrastruktur, Verkehr und Technologie
- Prinzregentenstadion
- Prinzregentenbad
- Église Saint-Gabriel de Munich (années 1925)
- Monument à Richard Wagner par Heinrich Wadere (1865-1950)